# С. П. У. К.
„С.П.У.К.” је југословенски и хрватски филм први пут приказан 12. децембра 1983. године. Режирао га је Миливој Пухловски а сценарио су написали Ненад Бурцар, Хрвоје Хитрец и Перо Квесић.
Под шифрираним насловом филма крије се акцијашка порука Срећа појединца - успех колектива.

## Радња
у филму су приказане догодовштине младих који учествују на омладинској радној акцији.
На омладинској радној акцији на Сави командир Владо жели да његова бригада буде најбоља. Тај се циљ чини недостижним кад се појави графит у којем анонимни бригадир тврди да је несретан. Командир почиње лов на писца графита, али њих је све више и то различитих рукописа…

## Улоге
| Глумац               | Улога         |
| -------------------- | ------------- |
| Дамир Шабан          | Ловро         |
| Цинтија Аспергер     | Власта        |
| Данко Љуштина        | Владо         |
| Радослав Спицмилер   | Боро          |
| Елизабета Кукић      | Кока          |
| Бранимир Видић       | Мрва          |
| Предраг Вушовић      | Редфорд       |
| Вили Матула          | Нинђа         |
| Пјер Зардин          | Клаптон       |
| Марио Мирковић       | Мишо          |
| Ања Шоваговић Деспот | Болничарка    |
| Недељко Иванишевић   | Билдер        |
| Тања Мазеле          | Жита          |
| Боривој Зимоња       | Радио водитељ |
| Томислав Липљин      | Лијечник      |
| Звонимир Јурић       | Кухар         |
| Милан Плећаш         | Секретар      |
| Отокар Левај         | Личилац       |
| Славица Кнежевић     | Сексолог      |

Остале улоге ▼
| Глумац              | Улога               |
| ------------------- | ------------------- |
| Ђуро Утјешановић    | Дерматолог          |
| Младен Црнобрња     | Социолог            |
| Ђуро Црнобрња       | Кино оператер       |
| Зденка Трах         | Тета                |
| Жељко Хабершток     | Рибић               |
| Жељка Галер         | Редфордова дјевојка |
| Емира Филиповић     | Звјездана           |
| Мехди Јашари        | Медо / Добровољац   |
| Ранко Вујисић       | Рецитатор           |
| Златко Радо         | Дежурни             |
| Мирко Сушић         | Помоћник            |
| Власта Клеменц      | Мис                 |
| Слободанка Бурцел   | Боба                |
| Томислав Брезичевић | Лично, Бубњар       |
| Ватрослав Маркушић  | Лично, Бас Гитара   |
| Андро Пуртић        | Лично, Бас Гитара   |